# Reynoldsia marchionensis
Reynoldsia marchionensis là một loài thực vật có hoa trong Họ Cuồng cuồng. Loài này được F.Br. miêu tả khoa học đầu tiên năm 1935.